# Музеи Таллина
Благодаря прекрасно сохранившемуся архитектурному ансамблю Старый город Таллин называют городом-музеем. В то же время его можно назвать городом музеев — их здесь множество.

## Морской музей Эстонии
Морской музей Эстонии основан в 1935 году и в настоящее время расположен в башне «Толстая Маргарита». В экспозиции музея представлена история мореплавания, местного судостроения, портового и маячного хозяйства. Во внутреннем дворе — экспозиция под открытым небом.

## Эстонский музей под открытым небом
Парк-музей под открытым небом находится на северо-западе Таллина в приморском лесопарке. Это бывшее дачное место носит итальянское название Рокка-аль-Маре (итал. Rocca al Mare, yтес у моря). Территория экспозиции разделена на четыре зоны, соответствующие историко-этнографическому делению Эстонии. В музее собрано более 45 000 экспонатов. В экспозицию входят 69 хуторных построек XVIII и XIX веков, деревенскую картину дополняют красивая маленькая деревянная церковь, деревенская корчма и мельницы. Каждую неделю здесь выступают народные музыканты.

## Художественный музей Эстонии
Филиалы:
Художественный музей Кадриорга
Музей расположен в красивейшем здании — Кадриоргском дворце, который считается лучшим барочным ансамблем в Эстонии, а окружающий его парк — одним из первых и самых крупных парков с искусственными насаждениями. В экспозиции представлена богатая коллекция живописи, графики, прикладного искусства.
Художественный музей Куму
Музей занимает современное здание и расположен на территории парка Кадриорг. Основная коллекция охватывает искусство Эстонии от XVIII века, работы советского периода (1941—1991, и социалистический реализм, и андерграунд). Временные выставки представляют зарубежное и эстонское современное искусство.
Музей-Концертный зал Нигулисте
Музей расположен в церкви «Нигулисте», построенной в XIV—XV веках. Церковь «Нигулисте» является одним из лучших примеров сакральной архитектуры в Таллине. Великолепное место для проведения органных концертов. В экспозиции «Нигулисте» представлено средневековое искусство, например, главный алтарь церкви с конца XV века, выполненный Либекским мастером Херменом Роде и фрагменты известной картины «Пляска смерти» Берна Нотке.
Музей Адамсона-Эрика

## Таллинский городской музей
Музей, повествующий об истории Таллина, расположен в бывшем жилом доме богатого купца начала XV века. В музее хранятся старейшие коллекции фаянсовых и фарфоровых изделий, оловянной посуды, стекла и изразцов. Также в экспозиции представлена коллекция мебели, более 2000 костюмов городских граждан, богатое собрание графики.

## Кик-ин-де-Кёк
Средневековая орудийная башня «Кик-ин-де-Кёк» расположена на склоне холма Тоомпеа. Музейная экспозиция посвящена истории оборонительных сооружений города и важнейших военных событий XIII—XVII веков, проводятся фотовыставки.

## Дом-музей Петра I
Старейший музей Эстонии. Домик в стиле барокко, расположенный среди небольшой рощи, был ранее городским домом мызы Дрентельна и переоборудован в малый дворец в соответствии с пожеланиями царя. В настоящее время здесь выставлены экспонаты, связанные с личностью Петра I и его времени.

## Исторический музей
Один из филиалов музея расположен в бывшем здании Большой Гильдии, построенном в 1407—1417 годах. В нем представлена экспозиция, которая отображает историю Эстонии с древних времен до наших дней.

## Музей природы
Экспозиция музея знакомит с природой Эстонии и состоит из следующих тематических разделов: Геология Эстонии, Балтийское море, Внутренние водоемы, Болота, Леса, Луга и Заповедники.

## Музей прикладного искусства
Музей расположен в построенном в XVII веке амбаре. Его экспозиция знакомит с эстонским прикладным искусством с 1920 года до настоящего времени.

## Музей-тюрьма
Музей расположен в построенной в 1840 году крепости, которая использовалась, как пушечная батарея. Крепость служила по прямому назначению до 1919 года, но по-участвовать в войне не смогла. В 1920 году открывается Таллинская центральная тюрьма, которая активно использовалась во время немецкой оккупации. В 2002 году тюрьму пришлось закрыть, как не соответствующую нормам, к этому моменту была достроена современная Тартуская тюрьма. После этого старая тюрьма была переоборудована в музей.

## Легенды Таллина
Легенды Таллина —  театрально-интерактивный музей.